# Megalomina acuminata
Megalomina acuminata är en insektsart som beskrevs av Banks 1909. Megalomina acuminata ingår i släktet Megalomina och familjen florsländor. Inga underarter finns listade i Catalogue of Life.